# Kvinden uden samvittighed
Kvinden uden samvittighed (originaltitel Double Indemnity) er en amerikansk film noir fra 1944 instrueret af Billy Wilder. Hovedrollerne spilles af Fred MacMurray, Barbara Stanwyck og Edward G. Robinson. Filmens manuskript er skrevet af Billy Wilder og Raymond Chandler efter romanen Double Indemnity af James M. Cain som første gang udkom i 1935 som en fortsat roman i 8 dele i Liberty. Historien var baseret på en forbrydelse begået i 1927 af en gift kvinde fra Queens og hendes elsker. Ruth (Brown) Snyder lokkede sin elsker Judd Gray til at dræbe sin mand Albert. Morderne blev hurtigt identificeret og arresteret.
Blandt andre film inspirerede af Snyder-Gray mordet kan nævnes Postbudet ringer altid to gange og Høj puls. Både Postbudet ringer altid to gange og Kvinden uden samvittighed blev senere indspillet i nye versioner.

## Medvirkende
De centrale personer er:
- Walter Neff (Fred MacMurray) – en assurandør.
- Phyllis Dietrichson (Barbara Stanwyck) – en ulykkeligt gift kone som forfører Neff.
- Barton Keyes (Edward G. Robinson) – en medarbejder i Neffs forsikringsselskab.

## Plot
Filmen handler om en assurandør (MacMurray) som bliver viklet ind i et komplot om at dræbe en gift kvindes ægtemand. En stædig detektiv  (Robinson) fatter mistanke til sin kollega og den nylige enke.
Filmens originaltitel (Double Indemnity) hentyder til en ofte set bestemmelse i mange livsforsikringer hvori det dobbelte af et normalt beløb vil blive udbetalt til den begunstigede hvis den forsikrede person bliver dræbt i et uheld. Der blev filmet en alternativ slutning på filmen hvor morderen MacMurray blev sendt i gaskammeret. Denne optagelse er gået tabt, men stillbilleder af scenen eksisterer stadig.

## Modtagelse
I dag betragtes filmen som en klassiker. Filmanmelderen Roger Ebert hyldede i sin anmeldelse instruktøren Wilder og kameramanden Seitz: "John F. Seitz' kameraføring hjalp med at udvikle noir-stilen med skarphjørnede skygger [...] , sære vinkler og ensomme Edward Hopper omgivelser." 

## Film noir-elementer
Kvinden uden samvittighed er et udmærket eksempel på film noir. Dens handling og stil indeholder næsten alle de elementer som en klassisk film noir består af:
- Personer begår brutal, hævngerrig og ofte psykopatisk vold.
- Filmen handler om hvordan en forbrydelse bliver begået og historien fortælles fra forbryderens synsvinkel. I Kvinden uden samvittighed fortælles handlingen bogstaveligt talt fra forbryderens synsvinkel. Hele handlingen (bortset fra den allerførste og de allersidste scener) fortælles i flashback af Walter Neff, som begår mord og slipper næsten af sted med det.
- Kvinden uden samvittighed har, som mange andre film noir, et naturalistisk syn på menneskets natur. Dette skyldes til dels filmens flashback-struktur. Da alting i filmen som beskrevet af Neff i diktermaskinen klart skete i fortiden, og der ikke er nogen måde at ændre begivenheder som skete i fortiden, er det tydeligt at de begivenheder som førte op til Neffs henrettelse var uundgåelige og mest skyldtes Neffs natur som en mand med svag vilje i hænderne på en femme fatale.
- Der dukker temaer op om, hvordan seksualitet og psykologi er flettet ind i hinanden.
- Lunefuld  belysning med persienne-effekter på væggene og på personernes ansigter i nogle scener ligner tremmer i et fængsel og får personerne i filmen til at fremstå som om de er fanget af deres menneskelige svagheder og dømt til at fejle. De kameramæssige sammensætninger  og den kunstneriske instruktion er også specielt klaustrofobiske. Personer trænges ofte op i et hjærne hvorfra det er umuligt at bevæge sig (f.eks. i biler eller telefonbokse).

## Trivia
- Fred MacMurray, som i filmen er ungkarl, ses med en vielsesring på fingeren.

## Priser
Kvinden uden samvittighed blev valgt som nummer 38 på det amerikanske filminstituts liste over de top 100 bedste amerikanske film nogensinde.
Den blev nomineret til Oscar i følgende kategorier:
- Bedste film
- Bedste kvindelige hovedrolle (Barbara Stanwyck)
- Bedste fotografering, sort-hvid
- Bedste instruktør (Billy Wilder)
- Bedste musik, instrumentering af en dramatisk eller komediefilm
- Bedste filmatisering.

Filmen vandt dog ingen Oscars.
Filmen er blevet udvalgt til bevarelse i United States National Film Registry.

## Fodnoter
1. ↑  "Ruth Snyders historie". Arkiveret fra originalen 25. oktober 2006. Hentet 19. oktober 2006.
2. ↑  "Rogerebert.suntimes.com". Arkiveret fra originalen 25. oktober 2006. Hentet 19. oktober 2006.